# Завітленінська
Завітленінська, Алкали́-Дєрє́ (крим. Alqalı Dere) — маловодна балка (річка) в Україні, у Джанкойському районі Автономної Республіки Крим, Степовий Крим.

## Опис
Довжина річки 11 км, площа басейну водозбору 166,0  км². Формується багатьма безіменними балками та загатами.

## Розташування
Бере початок на північно-східній стороні від села Мар'їне (крим. Maryine) . Тече переважно на північний схід через села Орденоносне (до 1945 року — Аджай-Кат, крим. Acay Qat), Овочеве (до 1945 року — Тав-Бузар, крим. Tav Buzar), Маслове (до 1945 року — Тен-Сув, крим. Teñ Suv), Конурча (крим. Qoñurça), Пушкіне (до 1945 року — Буюк-Алкали, крим. Büyük Alqalı)  і на північно-східній стороні від села Мілководне (до 1945 року — Кючук-Сунак, крим. Küçük Sunaq)  впадає у озеро Сиваш.
Населені пункти вздовж берегової смуги: Калинівка (крим. Kalinovka) , Кючук-Алкали (крим. Küçük Alqalı) .

## Цікавий факт
- За номенклатурою Північно-Кримського каналу Завітленінская — головний колектор № 3 (ГК-3) довжиною 11,0 кілометрів, в тому числі по руслу річки 10,0 кілометрів; площа дренажної мережі 4851 га.
- Між селами Мар'їне та Калинівка річку перетинає автошлях М17 (автомобільний шлях міжнародного значення на території України, Херсон — Джанкой — Феодосія — Керч — державний кордон із Росією).